# Ramón Chaparro y Domínguez
Ramón Chaparro y Domínguez (Brozas, 1829-La Habana, 1878) fue un escritor y periodista español.

## Biografía
Nacido en 1829 en Brozas, estudió la segunda enseñanza en el Instituto de Cáceres, y tomó el título de profesor de primera enseñanza en la Escuela Normal de dicha ciudad, donde sirvió varios puestos en las oficinas provinciales de Hacienda. Más tarde pasó a estudiar Medicina a la Universidad de Salamanca, y sin obtener el título pasó a Madrid, donde se dio a conocer tiempo después como periodista, primero redactando en El Pueblo, y después dirigiendo Las Libertades Públicas, diario democrático. Por entonces también publicó una traducción francesa sobre educación y método de enseñanza.
Fue colocado en La Habana como oficial quinto, y en la isla de Cuba publicó varias Memorias: una sobre La necesidad de dar libertad á los esclavos, y otra sobre la clase de Educación que debiera darse á la niñez de la Isla para aunar los sentimientos patrios. Regresó en 1865 a la península ibérica, dedicándose entonces al periodismo, junto a figuras del partido democrático. A raíz de la Revolución de Septiembre fue nombrado jefe del negociado de tabacos en Cuba, y más tarde secretario del Gobierno civil de La Habana. Cesó en este empleo en 1873, y pasó a desempeñar un cargo administrativo en el municipio de dicha ciudad, donde falleció en 1878 pobre y abandonado de sus antiguos amigos.